# Голина, Владимир Васильевич
Владимир Васильевич Голина (род. 28 июля 1935, Глобино, Харьковская область) — заведующий кафедрой криминологии и уголовно-исполнительного права Национального юридического университета имени Ярослава Мудрого, доктор юридических наук, профессор, член-корреспондент Национальной академии правовых наук Украины, заслуженный деятель науки и техники Украины (2004), награждён Почетной грамотой Кабинета Министров Украины (2004), медалью «Ветеран труда» (1993), Лауреат Государственной премии Украины в области науки и техники (2011).

## Биография
В 1959 г. окончил юридический факультет Ленинградского университета им. А.А. Жданова (ныне — Санкт-Петербургский государственный университет). С 1959 г.— следователь, старший следователь Петроградского и Ленинского райотделов милиции. Ленинграда. С 1961 г. — адвокат, член президиума Полтавской областной коллегии адвокатов (г. Кременчуг), с 1969 г. — аспирант кафедры уголовного права Харьковского юридического института (ныне — Национальный юридический университет имени Ярослава Мудрого), с 1972 г. — ассистент, старший преподаватель, доцент, профессор, а с 1996 г. — заведующий кафедрой криминологии и уголовно-исполнительного права Национальной юридической академии Украины имени Ярослава Мудрого. Заведующий сектором предупреждения преступности несовершеннолетних и молодежи Института изучения проблем преступности Академии правовых наук Украины. В 1972 г. В. В. Голина защитил кандидатскую диссертацию на тему «Погашение и снятие судимости по советскому уголовному праву» (под руководством В. С. Трахтерова), в 1994 г. — диссертацию на соискание ученой степени доктора юридических наук на тему «Специально-криминологическое предупреждение преступности (теория и практика)». Ученая степень доктора юридических наук ему присуждена в 1994 г., ученое звание профессора присвоено в 1997 г. Избран членом-корреспондентом Академии правовых наук Украины (ныне — Национальная академия правовых наук Украины) в 2002 г.

## Научная деятельность
Направления научных исследований: разработка криминологических и уголовно-правовых проблем специально криминологического предупреждения преступлений, предупреждение насильственных преступлений против личности, предупреждение насилия в семье, преступность несовершеннолетних, бандитизм, судимость, виктимология.

### Научные труды
Опубликовал более 180 научных трудов, среди которых: «Погашение и снятие судимости по советскому уголовному праву»(1979), «Работа органов внутренних дел, суда и прокуратуры по предупреждению преступности» (1981), «Криминологическая профилактика, предотвращение и пресечение преступлений» (1989), «Предупреждение преступности правоохранительными органами» (1991), «Специально-криминологическое предупреждение преступлений» (1992), «Предупреждение тяжких насильственных преступлений против жизни и здоровья лица» (1997), «Преступности — организованное противодействие» (1998), «Современные проблемы насильственной преступности против личности и её предупреждение» (в соавторстве,1999), «Преступления против личной свободы человека и их предупреждение» (2002), «Криминология: Общая и Особенная части» (в соавторстве, 2003,2009), «Криминологические и уголовно — правовые проблемы борьбы с бандитизмом» (2004), «Судимость» (2006), «Криминологические проблемы предупреждения преступности несовершеннолетних в большом городе: опыт конкретно-социологического исследования» (2006), «Курс лекций по криминологии» (2006), "Предотвращение преступности в Украине (в соавторстве, 2007), «Потерпевший от преступления (междисциплинарное правовое исследование)» (в соавторстве, 2008); «Правовая система Украины: история, состояние и перспективы», т. 5 (в соавторстве, 2008).

## Источник
- 75 — летний юбилей (недоступная ссылка)